# Rhizosmilodon
Rhizosmilodon (ризосмілодон) — рід вимерлих ссавців з родини котових. Новий рід і вид вимерлих шаблезубих котів знайшли у Флориді. Етимологія: дав.-гр. ῥίζα — «корінь» + Smilodon, оскільки дослідники вважають, що істота могла бути прямим предком смілодона, котрий вимер 11 000 років тому.

## Опис
Найкращими зразками цього виду є нижня щелепа та зуби, які мають проміжні характеристики між розвиненими формами, такими як смілодон (Smilodon), та примітивними формами, такими як парамахайрод (Paramachairodus). За розмірами, порівнянними із середнім розміром сучасного ягуара вагою приблизно 75 кг. Ймовірно, це був хижак, який полював із засідки на таких тварин, як олені, тапіри, коні.

## Еволюція
Ризосмілодон може бути сестринським або до смілодона або до спільної лінії смілодона й мегантереона (Megantereon)